# Commissione cinematografica
Viene definita commissione cinematografica (o Film Commission) quell'ente, a partecipazione pubblica, predisposto all'attrazione di produzioni cinematografiche ed audiovisive in un determinato territorio da parte di enti locali o soggetti territoriali con finalità pubbliche (Regioni, Province, Comuni, Camere di Commercio, Consorzi di Sviluppo).
L'agenzia offre alle produzioni una serie di azioni di aiuto atte a velocizzare, semplificare e sburocratizzare l'offerta di servizi che implicano decisioni e autorizzazioni da parte della Pubblica Amministrazione o di Corpi dello Stato. Essa fornisce inoltre informazioni concentrate e pubbliche in forma equidistante e trasparente circa la disponibilità di location a imprese e professionisti, ed attraverso la pubblicazione di due database: la PRODUCTION GUIDE e la LOCATION GUIDE. Nella realtà italiana ed in genere europea, dove è tradizione il finanziamento pubblico alla produzione audiovisiva, la Film Commission è anche erogatore di contributi finanziari. Parte di questi contributi sono previsti come forma di incentivo automatico in caso di accordi rispettati circa la lavorazione sul luogo prestabilito che volgono sia al risparmio sul bilancio di produzione del film, sia a ricadute economiche sul Territorio di competenza della commissione cinematografica.

## Compiti
Le commissioni cinematografiche rappresentano un riferimento per le produzioni nazionali e internazionali, gli investitori, gli autori, gli operatori professionali e le istituzioni del cinema e dell'audiovisivo. In particolare in Italia l'associazione Italian Film Commission riunisce organismi che provvedono gratuitamente all'erogazione di servizi, tra i quali: uno sportello centralizzato per i permessi, l'assistenza logistica, l'accesso alle risorse finanziarie locali, la mappatura di maestranze e fornitori, i dati dei servizi nei territori e la ricerca delle location. Si adopera per incentivare gli investimenti nel segmento cinematografico e audiovisivo nelle singole regioni, offre un'immagine unitaria dell'Italia cinematografica raccontata nelle sue specificità regionali, promuovendone i territori e le loro peculiarità da un punto di vista culturale, artistico, turistico, paesaggistico, industriale.
A sostegno dello sviluppo territoriale su scala globale, Italian Film Commission si dedica al consolidamento dei rapporti con enti ed istituzioni nazionali e internazionali, assicura un'informazione costante ai propri associati sulle attività del settore, sviluppa iniziative di sistema per la crescita e la promozione dell'Italia audiovisiva. Attività di rilievo sono l'organizzazione di iniziative congiunte e la partecipazione ai principali festival e mercati cinematografici in Italia e all'estero. Italian Film Commission favorisce la crescita della coproduzione internazionale e la realizzazione di partnership operative e di sviluppo. La promozione e la tutela della qualità dei servizi per le produzioni audiovisive, sono tra le finalità dell'Associazione, oltre al miglioramento operativo delle strutture associate con la realizzazione di iniziative formative e d'aggiornamento.
Gran parte delle commissioni cinematografiche italiane sono associate più o meno direttamente alla Italian Film Commission (IFC), e sono sovvenzionate e autorizzate ad operare dai vari enti pubblici quali regioni, province e comuni, per questi ultimi in alcuni casi sono associate con le camere di commercio.
Questa consuetudine ha carattere di autoregolamentazione e prende a modello il regolamento dell'Association of Film Commission International (AFCI), poiché in Italia non esiste un quadro legislativo che le regola.

## Membri Italian Film Commission
Le Film Commission che fanno parte dell'Associazione Nazionale delle Film Commission:
| Film Commission                                                          | Area                  |
| ------------------------------------------------------------------------ | --------------------- |
| Italian Film Commissions                                                 | tutte                 |
| Film Commission d'Abruzzo                                                | Abruzzo               |
| Lucana Film Commissions                                                  | Basilicata            |
| Fondazione Calabria Film Commission                                      | Calabria              |
| Film Commission Regione Campania                                         | Campania              |
| Emilia-Romagna Film Commission                                           | Emilia-Romagna        |
| Friuli Venezia Giulia Film Commission                                    | Friuli-Venezia Giulia |
| Roma Lazio Film Commission                                               | Lazio                 |
| Genova-Liguria Film Commission                                           | Liguria               |
| Lombardia Film Commission                                                | Lombardia             |
| Marche Film Commission Archiviato il 22 giugno 2010 in Internet Archive. | Marche                |
| Film Commission Torino Piemonte                                          | Piemonte              |
| Apulia Film Commission                                                   | Puglia                |
| Fondazione Sardegna Film Commission                                      | Sardegna              |
| Sicilia Film Commission                                                  | Sicilia               |
| IDM Film Fund & Commission                                               | Alto Adige            |
| Trentino Film Commission                                                 | Trentino              |
| Toscana Film Commission                                                  | Toscana               |
| Umbria Film Commission                                                   | Umbria                |
| Film Commission Vallée d'Aoste                                           | Valle d'Aosta         |
| Fondazione Veneto Film Commission Veneto                                 | Veneto                |

| Controllo di autorità | Thesaurus BNCF 74668 |